# James Abdnor
Ellis James Abdnor, né le 13 février 1923 à Kennebec (Dakota du Sud) et mort le 16 mai 2012 à Sioux Falls (Dakota du Sud), est un homme politique américain.
Membre du Parti républicain, il est élu du Dakota du Sud au Congrès des États-Unis de 1973 à 1987, d'abord à la Chambre des représentants, puis au Sénat à partir de 1981. Il est également administrateur de la Small Business Administration de 1987 à 1989.

## Biographie

### Jeunesse et études
James Abdnor est le fils d'un immigré originaire du Liban. Il sert dans l'armée de terre américaine durant la Seconde Guerre mondiale avant d'obtenir un baccalauréat universitaire en lettres en administration des entreprises de l'université du Nebraska à Lincoln en 1945,. Il devient agriculteur, rancher et quelque temps enseignant.

### Engagement politique

#### Mandats au Dakota du Sud
Après avoir été clerc de la législature du Dakota du Sud puis président des jeunes républicains de l'État, Abdnor est élu au Sénat du Dakota du Sud de 1957 à 1968. Il occupe le poste de lieutenant-gouverneur sous Frank Farrar (en) de 1969 à 1971.

#### Congrès des États-Unis
Après un premier échec en 1970, il est élu à la Chambre des représentants des États-Unis en 1972 et réélu à trois reprises. Il entre au Sénat des États-Unis en 1980 en battant facilement le sortant George McGovern, candidat démocrate à l'élection présidentielle de 1972, qu'il dénonce comme « déconnecté » des réalités de l'État. Profitant notamment de l'élection de Ronald Reagan, il rassemble 58,2 % des voix contre 39,4 % pour McGovern,.
Six ans plus tard, il est candidat à un second mandat. Il remporte la primaire républicaine face à l'ancien gouverneur Bill Janklow. Lors de l'élection sénatoriale, il affronte le démocrate Tom Daschle. Dans un contexte de crise agricole, Abdnor est longtemps donné distancé dans les sondages, avant de rattraper son retard dans les dernières semaines de la campagne. Il est finalement battu par Daschle, 51,6 % des voix contre 48,4 %.

#### Small Business Administration
En 1987, le président Reagan le nomme à la tête de la Small Business Administration, qu'il dirige jusqu'en 1989 sous George H. W. Bush.